# Esteve de Gavaldà
Esteve (915 - 967), comte de Gavaldà

## Orígens Familiars
Fill d'Ermengol, comte de Roergue i Adelaida.

## Núpcies i descendents
Es va casar l'any 937 amb Anne i van tenir dos fills:
- Bertrand I (938-993), comte de Gavaldà
- Almodis de Gavaldà (965-1005